# Феофано (императрица Священной Римской империи)
Феофано (также Феофано Склирена и Феофа́ния; греч. Θεοφανώ Σκλήραινα, лат. Theophanu; около 960 — 15 июня 991) — германская королева и императрица Священной Римской империи, жена императора Оттона II Рыжего; с 983 года — регентша при сыне, императоре Оттоне III. Феофано сыграла важную роль в истории Германии, внеся большой вклад в её культурное развитие.

## Происхождение

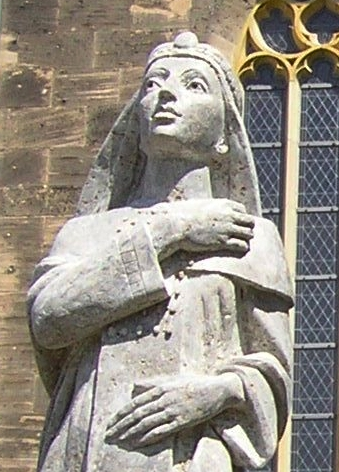
Статуя в церкви Святого Дионисия, Эшвеге

Долгое время считалось, что Феофано — дочь императора Византии (либо Романа II и его жены Феофано, либо Константина VII Багрянородного). Однако не существует никаких упоминаний о её «порфирородности». Большинство источников не говорят о её царственном происхождении, а анналы Монте-Кассино говорят о Феофано как о племяннице императора Иоанна I Цимисхия.
Согласно современным исследованиям отцом Феофано был Константин Склир (греч. Κωνσταντίνος Σκληρός), брат знаменитого военачальника Варды Склира (ум. 991), несколько раз восстававшего против императора Василия II Болгаробойцы. Матерью Феофано была София Фокена (греч. Σοφία Φώκαινα), племянница императора Никифора II Фоки. Сестра Константина Склира, Мария Склирена (греч. Μαρία Σκλήραινα) была первой женой императора Иоанна I Цимисхия, который, таким образом, оказался дядей Феофано по браку.

## Брак с наследником Священной Римской империи
О её детстве ничего не известно. Она получила хорошее образование, современники характеризовали её как скромную, красивую, умную, красноречивую и образованную девушку. Она свободно владела, наряду с родным греческим, латынью, позже быстро выучила немецкий язык. Она была знатоком античных мастеров, знала работы поэтов и мыслителей своего времени.
С 967 года император Священной Римской империи Оттон I Великий вёл с Византией переговоры о браке своего сына и наследника, Оттона II, коронованного в том же году императорской короной, с византийской принцессой Анной, дочерью императора Романа II. Для этого Оттон I был готов вернуть Византии подчинённую им Апулию. Однако только после убийства императора Никифора II Фоки в 969 году переговоры сдвинулись с мёртвой точки. Новый император, Иоанн I Цимисхий, был заинтересован из внутриполитических соображений в мире с Оттоном. В результате в 972 году стороны пришли к соглашению, по которому Оттон отказывался от Апулии, но сохранял Беневенто и Капую, за что его сыну была обещана рука византийской принцессы. Однако ей стала не Анна, а Феофано, племянница самого Иоанна.
В начале 972 года Феофано в сопровождении большой свиты и с дарами от византийского императора прибыла в Апулию, откуда в сопровождении специального посольства, посланного Оттоном I ей навстречу, была препровождена в Рим, где находился в это время двор императора. 14 апреля 972 года в Соборе Святого Петра Феофано была обвенчана с Оттоном II папой Иоанном XIII, который также помазал и короновал её императорской короной.

## Императрица

Священная Римская империя в X веке

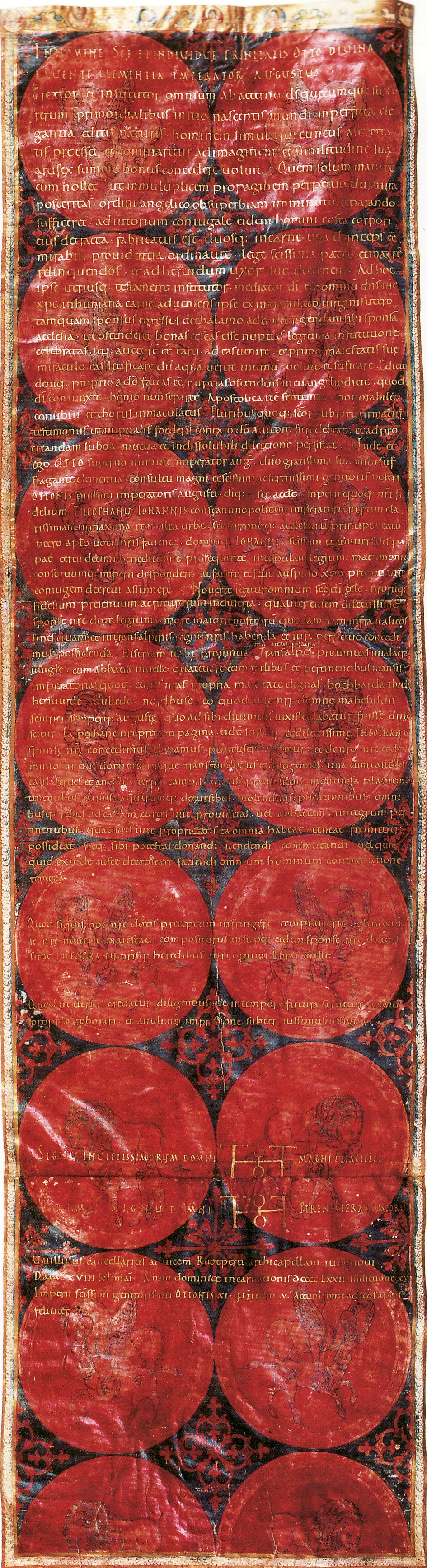
Устав брака императрицы Феофано, Государственный Архив, Вольфенбюттель.

Во время правления мужа Феофано появлялась в документах как его соправительница («consors regni» или «coimperatrix»). Известно, что она постоянно сопровождала мужа в его походах и имела на него немалое влияние.
После смерти мужа 7 декабря 983 года новым правителем империи стал их малолетний сын, Оттон III, коронованный на рождество 983 года в Ахене королевской короной. Поскольку Феофано и мать Оттона II, Адельгейда, ещё не вернулись из Италии, трёхлетнего короля временно передали на попечение архиепископа Кёльна Варина. О притязаниях на опеку над Оттоном сразу же заявили несколько человек, включая бывшего герцога Баварии Генриха II Сварливого, ближайшего родственника Оттона III по мужской линии. Генрих за восстание против Оттона II был лишён своих владений и отправлен в Утрехт под надзор епископа, но после смерти императора освободился и забрал у Варина маленького короля. Большинство знати первоначально поддержали Генриха, но после того, как он 23 марта 984 года был провозглашён своими сторонниками королём, образовалась группа знати во главе с архиепископом Майнца Виллигизом. В результате его стараний при поддержке саксонской знати Оттон III был передан матери, Феофано, которая вернулась из Италии.
Феофано вместе с Адельгейдой стали осуществлять управление Империей. Адельгейда вскоре была послана в Павию, откуда осуществляла управление Итальянским королевством. Главными помощниками Феофано стали архиепископ Виллигиз, эрцканцлер Империи, и Хильдебранд, епископ Вормса и канцлер.
В июне 985 года во Франкфурте было достигнуто окончательное примирение с Генрихом, который получил назад Баварию. После этого Феофано в сопровождении сына и огромной свиты совершила объезд королевства, побывав в Рейнской области, Саксонии и Баварии.
В Пасху 986 года в Кведлинбурге Феофано провела собрание знати, которое подтвердило королевские права шестилетнего Оттона. Тогда же состоялся коронационный пир и, возможно, «торжественная коронация».

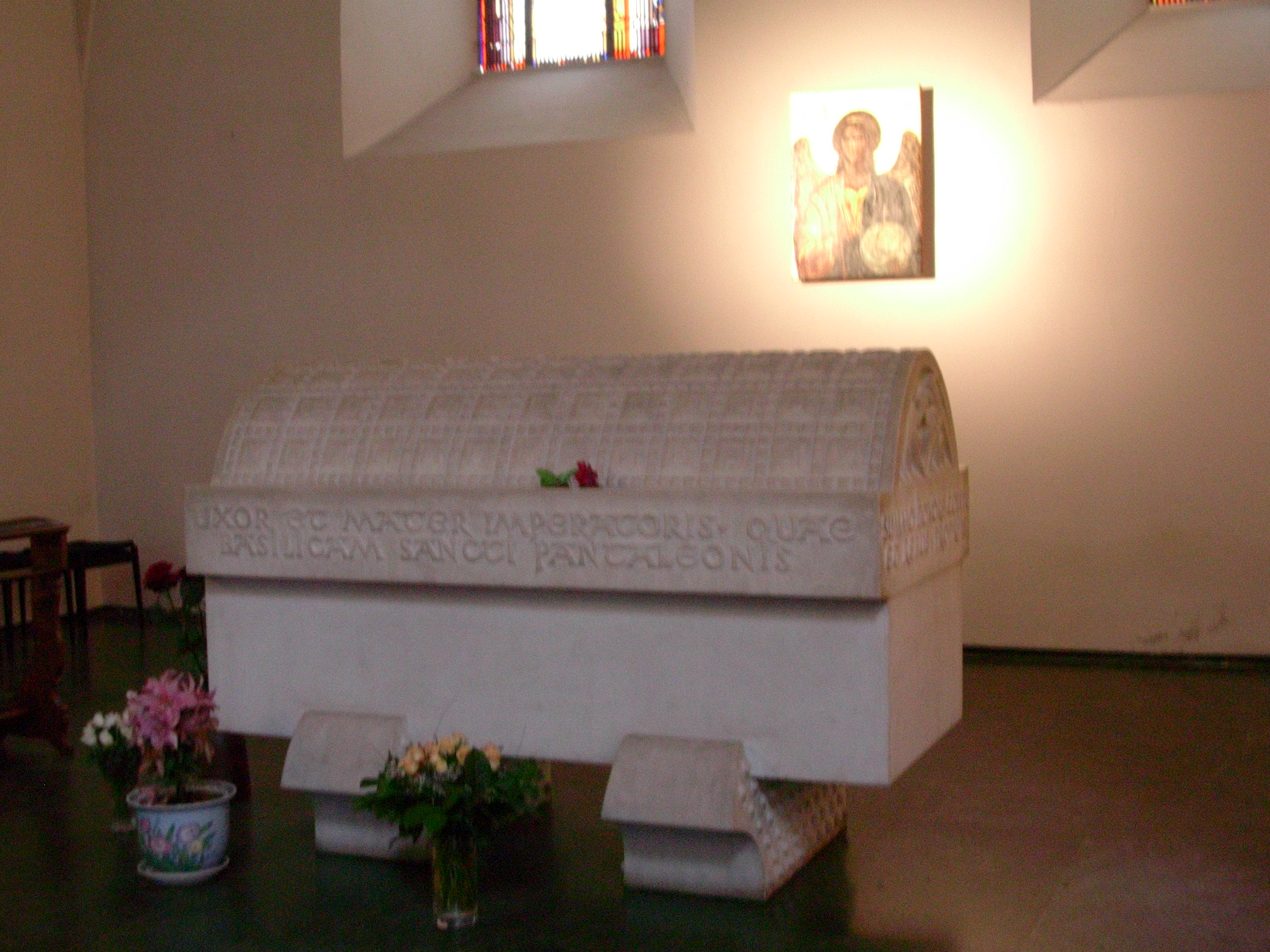
Саркофаг императрицы Феофано в церкви Святого Пантелеймона

Управляя королевством от имени сына, Феофано проводила осмотрительную и успешную политику, предотвратив ослабление центральной власти из-за малолетства Оттона. Ей также удалось сохранить Лотарингию, которую пытались захватить короли Западно-Франкского королевства Лотарь и Людовик V Ленивый, но после их смерти в 987 году был заключён мир с новым королём, Гуго Капетом. В результате поездки в Италию в 989—990 годах ей удалось заставить местную знать считаться с господством своего сына, где его власть первоначально не воспринимали всерьёз. Для этого в Риме, власть в котором находилась в руках рода Кресценциев, и в Равеннском архиепископстве она воспользовалась императорскими правами, причём в документах она названа мужским титулом «император август» («imperator augustus»). По мнению историков, это путешествие стало апогеем её правления.
Но уже через год после возвращения в Германию, 15 июня 991 года Феофано умерла в Нимвегене. Управление империей перешло к Адельгейде. Похоронили Феофано в монастырской церкви Святого Пантелеймона в Кёльне.

## Семья
Муж: с 14 апреля 972 года (Рим, Собор Святого Петра) Оттон II Рыжий (955 — 7 декабря 983), император Священной Римской империи.
- Адельгейда (977 — 14 января 1044), аббатиса в Кведлинбурге с 999 года
- София (978 — 30 января 1039), аббатиса в Гандерсхайме с 1002 года и Эссене с 1011 года
- Матильда (979 — 4 ноября 1025), муж: Эццо (955 — 21 мая 1034), пфальцграф Лотарингии
- Оттон III (980—1002), император Священной Римской империи с 983 года
- дочь (980 — до 8 октября 980), сестра-близнец Оттона III, умершая в младенчестве.